# 14. december
14. december je 348. dan leta (349. v prestopnih letih) v gregorijanskem koledarju. Ostaja še 17 dni.

## Dogodki
- 557 – Konstantinopel je močno poškodovan po potresu z magnitudo 6,4
- 644 – Uthman ibn Affan postane 3. islamski kalif
- 867 – Hadrijan II. postane papež
- 872 – Janez VIII. postane papež
- 1287 – nevihta zruši nasipe na Zuiderzeeju; v poplavi umre več kot 50.000 ljudi
- 1542 – princesa Mary Stuart postane kraljica Marija Škotska
- 1774 – z napadom na Fort William nad Mary se prične ameriška revolucija
- 1819 – Alabama postane 22. zvezna država ZDA
- 1896 – kot tretjo na svetu odprejo glasgowsko podzemno železnico (zaradi nesreče jo še isti dan zaprejo in znova odprejo šele leta 1897)
- 1900 – Max Planck objavi svoja dognanja; rodi se kvantna teorija
- 1902 – pod Tihim oceanom položijo prvi telegrafski kabel
- 1909 – dokončana je Indianapolis Motor Speedway
- 1911 – odprava pod Amundsenovim vodstvom doseže južni tečaj
- 1914 – prvi nemški zračni napad na Združeno kraljestvo
- 1918 – krstna predstava Puccinijevega triptiha v MET
- 1935 – Tomáš Garrigue Masaryk odstopi z mesta češkoslovaškega predsednika
- 1939 – Društvo narodov izključi ZSSR
- 1941 – Tajska podpiše zavezništvo z Japonsko
- 1942 – Francija in Italija podpišeta sporazum o vzpostavitvi francoske suverenosti nad Madagaskarjem
- 1944 – aktivisti OF osvobodijo 127 jetnikov iz celjskega Starega piskra
- 1945 – Generalna skupščina OZN odloči, da bo njen sedež v New Yorku
- 1946 – Mednarodna organizacija dela (ILO) postane prva specializirana agencija OZN
- 1961 – predsednik ZDA Kennedy v izmenjavi pisem obljubi povečano pomoč Južnemu Vietnamu
- 1970 – v Gdansku se prično velike demonstracije, ki pripeljejo do odstopa Władysława Gomułke
- 1995 – s podpisom daytonskega sporazuma se konča vojna v Bosni in Hercegovini
- 2012 – streljanje na Sandy Hook elementary school v Newtownu, ubitih je bilo 20 otrok in 6 zaposlenih

## Rojstva
- 1009 – cesar Go-Suzaku, 69. japonski cesar († 1045)
- 1194 – Berengarija Portugalska, infantinja, danska kraljica († 1221)
- 1332 – Friderik III., turinški deželni grof, meissenški mejni grof († 1381)
- 1503 – Nostradamus, francoski zdravnik, astrolog, prerok († 1566)
- 1546 – Tycho Brahe, danski astronom († 1601)
- 1631 – Anne Conway, vikontesa, angleška filozofinja († 1679)
- 1730 – James Bruce, škotski raziskovalec († 1794)
- 1837 – Janko Pajk, urednik, publicist in filozof († 1899)
- 1853 – Errico Malatesta, italijanski anarhist, agitator († 1932)
- 1870 – Karl Renner, avstrijski politik in pravnik († 1950)
- 1873 – Joseph Jongen, belgijski skladatelj († 1953)
- 1883 – Morihei Ueshiba, japonski mojster borilnih veščin in ustanovitelj aikida († 1969)
- 1886 – Vojeslav Mole, slovenski umetnostni zgodovinar († 1973)
- 1895 – Jurij VI., britanski kralj († 1952)
- 1885 – Paul Éluard, francoski pesnik († 1952)
- 1897 – Kurt Schuschnigg, avstrijski politik († 1977)
- 1914 –Frane Miličinski-Ježek, slovenski pisatelj, gledališki igralec, režiser († 1988)
- 1914 – Radž Kapor, indijski filmski igralec, režiser († 1988)
- 1914 – Karl Carstens, nemški pravnik in politik († 1992)
- 1919 – Shirley Jackson, ameriška pisateljica († 1965)
- 1922 – Nikolaj Genadijevič Basov, ruski fizik, nobelovec 1964 († 2001)
- 1946 – Stan Smith, ameriški tenisač
- 1949 – Cliff Williams, angleški bas kitarist (AC/DC)
- 1956 – Erhard Wunderlich, nemški rokometaš († 2012)
- 1961 – Patrik Sundström, švedski hokejist
- 1966 – Tim Skold, švedski kitarist, pevec
- 1970 – Nico Van Kerckhoven, belgijski nogometaš
- 1979 – Michael Owen, angleški nogometaš
- 1988 – Vanessa Hudgens, ameriška filmska in televizijska igralka

## Smrti
- 1077 – Neža Poitierska, rimsko-nemška cesarica in regentka (* 1025)
- 1136 – Harald IV., norveški kralj (* 1103)
- 1267 – Kazimir I. Kujavski, poljski knez Kujavije, Mazovije in Velikopoljske (* 1211)
- 1293 – Al-Ašraf Halil, egiptovski mameluški sultan (* 1262)
- 1311 – Margareta Brabantska, nemška kraljica (* 1276)
- 1332 – Rinčinbal/cesar Ningzong, mongolski vrhovni kan, cesar dinastije Yuan (* 1326)
- 1334 – Oton IV., vojvoda Spodnje Bavarske (* 1307)
- 1359 – Kangrande II. della Scala, veronski vladar (* 1332)
- 1417 – John Oldcastle, angleški vojak, mučenik (*ok. 1378)
- 1460 – Guarino da Verona, italijanski humanist, učenjak (* 1374)
- 1591 – Sveti Janez od Križa, španski karmeličanski menih, mistik in cerkveni učitelj (* 1542)
- 1741 – Charles Rollin, francoski zgodovinar in pedagog (* 1661)
- 1788 – Carl Philipp Emanuel Bach, nemški skladatelj (* 1714)
- 1799 – George Washington, ameriški predsednik (* 1732)
- 1849 – Conradin Kreutzer, nemški skladatelj in dirigent (* 1780)
- 1863 – Jakob Sabar, slovenski porabski pisatelj (* 1802/1803?)
- 1873 – Jean Louis Rodolphe Agassiz, švicarsko ameriški zoolog, geolog (* 1807)
- 1889 – Cölestin Joseph Ganglbauer, avstrijski kardinal (* 1817)
- 1895 – Paul Ludolf Melchers, nemški kardinal (* 1813)
- 1918 – Sidónio Pais, portugalski politik, častnik, matematik (* 1872)
- 1940 – Anton Korošec, slovenski politik (* 1872)
- 1943 – John Harvey Kellogg, ameriški zdravnik (* 1852)
- 1947 – Stanley Baldwin, britanski predsednik vlade (* 1867)
- 1956 – Juho Kusti Paasikivi, finski politik (* 1870)
- 1978 – Salvador Madariaga y Rojo, španski pisatelj, pesnik, diplomat (* 1886)
- 1989 – Andrej Dimitrijevič Saharov, ruski fizik, oporečnik, nobelovec 1975 (* 1921)
- 1998 – Johann Cilenšek, nemški skladatelj, akademik (* 1913)
- 2000 – Miroslav Ivan Lubačivski, ukrajinski kardinal (* 1914)
- 2013 – Peter O'Toole, irski filmski in gledališki igralec (* 1932)
- 2020:
  - Ivan Marinček, slovenski fotograf in režiser (* 1922)
  - Gerard Houllier, francoski nogometaš in nogometni trener (* 1947)
  - Cvetka Tóth, slovenska prof. filozofije (* 1948)